# Сабина Бранденбург-Ансбахская
Сабина Бранденбург-Ансбахская (нем. Sabina von Brandenburg-Ansbach; 12 мая 1529, Ансбах, Франконский имперский округ — 2 ноября 1575, Берлин, маркграфство Бранденбург) — принцесса Бранденбург-Ансбахская, в замужестве курфюрстина Бранденбургская.

## Биография
Принцесса Сабина — дочь маркграфа Георга Бранденбург-Ансбахского и его второй супруги Гедвиги Мюнстерберг-Эльсской, дочери герцога Карла I. Принцесса воспитывалась в лютеранском вероисповедании мачехой Эмилией Саксонской.
12 февраля 1548 года в Ансбахе Сабина вышла замуж за курфюрста Иоганна Георга Бранденбургского. Первая супруга курфюрста София Лигницкая приходилась Сабине двоюродной сестрой. В день бракосочетания Сабина торжественно отказалась от причитающегося ей отцовского наследства. В течение 23 лет чета курпринцев проживала в различных замках Бранденбурга. Став в 1571 году бранденбургской курфюрстиной, Сабина имела влияние по религиозным вопросам, занималась церквями и школами. Она оказывала поддержку больным и бедным. Похоронена в Берлинском кафедральном соборе.

## Потомки
В браке с Иоганном Георгом Бранденбургским у Сабины родились:
- Георг Альбрехт (1555—1557)
- Эрдмута (1562—1623), замужем за герцогом Иоганном Фридрихом Померанско-Штеттинским (1542—1600)
- Анна Мария (1567—1618), замужем за герцогом Барнимом X Померанским (1549—1603)
- София (1568—1622), замужем за курфюрстом Кристианом I Саксонским (1568—1622)

Ещё двое сыновей и пять дочерей Сабины и Иоганна Георга умерли в детском возрасте.